# Huvinhadgi, Devadurga
Huvinhadgi là một làng thuộc tehsil Devadurga, huyện Raichur, bang Karnataka, Ấn Độ.